# José Jaikel
José Jaikel, właśc. José Antonio Jaikel Aguilar (ur. 3 kwietnia 1966) – piłkarz kostarykański grający na pozycji napastnika.

## Kariera
W 1990 roku Jaikel został powołany przez selekcjonera Velibora Milutinovicia do kadry Kostaryki na Mistrzostwa Świata we Włoszech. Tam był rezerwowym zawodnikiem i nie rozegrał żadnego spotkania.
Podczas Mundialu we Włoszech Jaikel był piłkarzem Deportivo Saprissa, z którym wywalczył kilka tytułów mistrza Kostaryki, a także dwukrotnie Puchar Mistrzów CONCACAF w 1993 i 1995 roku. Pod koniec kariery występował w Herediano.